# Major Crimes
Major Crimes (Crimes Graves, no Brasil) foi uma série de televisão estadunidense lançada em 13 de agosto de 2012.
Em 10 de dezembro de 2010, a TNT anunciou que a sétima temporada de The Closer, que começou na primavera de 2011, seria a última da série, o canal disse que a decisão do fim da série foi feita por Kyra Sedgwick.
Em 30 de janeiro de 2011, a mídia afirmou que teria como homenagem a série The Closer, um spin-off acrescentado a ela. Em 18 de maio de 2011, a TNT anunciou que o spin-off seria apresentado com personagens da série Major Crimes.
Na TV aberta brasileira a transmissão foi iniciada pelo SBT nas madrugadas de sexta para sábado. Foi reexibida de 1.° de agosto até 19 de setembro de 2020 às 4h da madrugada, substituindo Chaves e sendo substituída por Longmire: O Xerife. Volta a ser reexibida novamente no mesmo canal a partir de 13 de junho de 2021, substituindo a faixa de séries O Crime Não Compensa.

## Sinopse
A história gira em torno da capitã Sharon Raydor, que fica no lugar de Brenda Leigh Johnson após esta ser transferida para outra unidade. A capitã Sharon lida com a rejeição da equipe que não a aceita como encarregada da divisão de crimes da polícia de Los Angeles enquanto investiga e resolve diversos crimes. E se tornou uma grande líder e amiga de todos da divisão.

## Elenco
- Mary McDonnell como Sharon Raydor (Temporadas 1 a 6)
- G.W. Bailey como Louis Provenza (Temporadas 1 a 6)
- Anthony Denison como Andy Flynn (Temporadas 1 a 6)
- Michael Paul Chan como Michael Tao (Temporadas 1 a 6)
- Raymond Cruz como Julio Sanchez (Temporadas 1 a 6)
- Phillip P. Keene como Buzz Watson (Temporadas 1 a 6)
- Kearran Giovanni como Amy Sykes (Temporadas 1 a 6)
- Graham Patrick Martin como Rusty Beck (Temporadas 1 a 6)
- Jonathan Del Arco como Dr. Morales (Temporadas 1 a 6)
- Robert Gossett como Russell Taylor (Temporadas 1 a 5)
- Jon Tenney como Fritz Howard (Temporadas 3 a 6; recorrente temp. 1 e 2)
- Nadine Velazquez como Emma Rios (Temporadas 2, 3 e 6)
- Leonard Roberts como Leo Mason (Temporada 6; recorrente temp. 5)
- Daniel Di Tomasso como Wes Nolan (Temporada 6; recorrente temp. 5)
- Jessica Meraz como Camila Paige (Temporada 6)

## Transmissão internacional
| País           | Emissora                 | Transmissão             |
| -------------- | ------------------------ | ----------------------- |
| Estados Unidos | TNT                      | 8 de novembro de 2012   |
| Brasil         | SBT                      | 6 de maio de 2013       |
| México         | Glitz* TNT Séries Warner | 2 de janeiro de 2012    |
| Bolívia        | Glitz* TNT Séries Warner | 2 de janeiro de 2012    |
| Venezuela      | Glitz* TNT Séries Warner | 2 de janeiro de 2012    |
| Chile          | Glitz* TNT Séries Warner | 2 de janeiro de 2012    |
| Argentina      | Glitz* TNT Séries Warner | 2 de janeiro de 2012    |
| El Salvador    | Glitz* TNT Séries Warner | 2 de janeiro de 2012    |
| Honduras       | Glitz* TNT Séries Warner | 2 de janeiro de 2012    |
| Colômbia       | Glitz* TNT Séries Warner | 2 de janeiro de 2012    |
| Guatemala      | Glitz* TNT Séries Warner | 2 de janeiro de 2012    |
| Brasil         | Glitz* TNT Séries Warner | 2 de janeiro de 2012    |
| Índia          | Glitz* TNT Séries Warner | 2 de janeiro de 2012    |
| Austrália      | Glitz* TNT Séries Warner | 2 de janeiro de 2012    |
| Japão          | NHK                      | 20 de fevereiro de 2014 |

## Recepção da crítica
Major Crimes teve recepção geralmente favorável por parte da crítica especializada. Em base de 17 avaliações profissionais, alcançou uma pontuação de 64% no Metacritic. Por votos dos usuários do site, atinge uma nota de 7.2, usada para avaliar a recepção do público.